# Metaloglobus Bukareszt
Metaloglobus Bukareszt – rumuński klub piłkarski z siedzibą w stolicy kraju, mieście Bukareszt, grający od sezonu 2025/26 w Liga I.

## Historia
Chronologia nazw:
- 1923: AS Metaloglobus Bukareszt
- 1956: FC Metaloglobus Bukareszt

Klub Piłkarski Metaloglobus został założony w Bukareszcie w 1923 roku i reprezentował miejscową fabrykę Metaloglobus, założoną w tym samym roku przez austriackiego przemysłowca Manfreda Weissa. Fabryka rozwijała się w okresie komunizmu, produkując różnorodne wyroby ze stali i żelaza, w tym lampiony, kule, kotły, a od 1965 roku rozpoczęła produkcję zabawek. Po rewolucji rumuńskiej w 1989 roku fabryka zaczęła borykać się z problemami finansowymi, a w 2000 roku została zakupiona przez syryjskiego biznesmena Imada Kassasa. Przez większość swojego istnienia zespół występował w amatorskich ligach Bukaresztu aż do 2011 roku, kiedy to wygrał turniej strefowy Liga IV București (D4) i zakwalifikował się do play-offów Ligi III ligi, gdzie przegrał z Rapidem Clezani, mistrzem okręgu Giurgiu. Po tym, jak wiele drużyn z trzeciej ligi spadło tego lata, klub otrzymał zaproszenie do Liga III. Przez pięć kolejnych sezonów drużyna plasowała się w górnej połowie tabeli ligowej, a jej najlepszym wynikiem było trzecie miejsce w sezonach 2012/13 i 2015/16. Zespół zakończył sezon 2016/17 na pierwszym miejscu, wyprzedzając o 11 punktów drugiego w tabeli Viitorul Domnești i po raz pierwszy w historii awansował do Liga II. Ich pierwszy sezon w drugiej lidze był trudny i nie udało im się uniknąć strefy spadkowej, zajmując 16.miejsce. Uniknęli jednak spadku po wycofaniu się piątego w tabeli CS Afumați. W sezonie 2024/25 klub najpierw zajął trzecie miejsce w rundzie podstawowej Ligi II a potem zajął piąte miejsce w play-off, co pozwoliło walczyć o awans z drużyną ze strefy spadkowej Ligi I. Po zwycięstwie z 1:1, 1:0 z Politehnicą Jassy klub zdobył historyczny awans do Ligi I.

## Barwy klubowe, strój, herb, hymn
|  |  |

Klub ma barwy zielono-niebieskie. Piłkarze domowe spotkania zazwyczaj grają w szarych koszulkach, pomarańczowych spodenkach oraz pomarańczowych getrach.

## Sukcesy

### Trofea międzynarodowe
Do chwili obecnej klub jeszcze nigdy nie zakwalifikował się do rozgrywek europejskich.

### Trofea krajowe
| \| \| Zdobyte trofea w rozgrywkach Rumunii (stan na: 31-05-2025) \| |                                                            |      |                           |
| Rozgrywki                                                           | Osiągnięcie                                                | Razy | Sezon(y)                  |
| · Mistrzostwo                                                       | I miejsce                                                  | 0    |                           |
| · Mistrzostwo                                                       | II miejsce                                                 | 0    |                           |
| · Mistrzostwo                                                       | III miejsce                                                | 0    |                           |
| Puchar                                                              | zdobywca                                                   | 0    |                           |
| Puchar                                                              | finalista                                                  | 0    |                           |
| Puchar                                                              | 1/16 finału                                                | 3    | 2017/18, 2019/20, 2023/24 |
| II liga                                                             | I miejsce                                                  | 0    |                           |
| II liga                                                             | II miejsce                                                 | 0    |                           |
| II liga                                                             | III miejsce                                                | 1    | 2024/25                   |
| Rumunia                                                             | Zdobyte trofea w rozgrywkach Rumunii (stan na: 31-05-2025) |      |                           |

- Divizia C / Liga III (D3):
  - mistrz (1x): 2016/17 (Seria II)
  - 3.miejsce (2x): 2012/13 (Seria II), 2015/16 (Seria II)

## Poszczególne sezony

### Rozgrywki międzynarodowe

#### Europejskie puchary
Nie uczestniczył w rozgrywkach europejskich.

### Rozgrywki krajowe
| \| Rumunia \| Bilans występów klubu w rozgrywkach piłkarskich Rumunii (Stan na 31 maja 2025 r.) \| \| |                                                                                   |        |       |   |   |   |    |    |     |                      |        |        |      |
| Poziom                                                                                                | Rozgrywki                                                                         | Sezony | Mecze | Z | R | P | B+ | B– | Pkt | Lata                 | Awanse | Spadki | Naj. |
| I | Campionatul de Fotbal / Divizia A / Liga I                                        | 0      |       |   |   |   |    |    |     | od 2025              | 0      | 0      | ?    |
| II | Divizia B / Liga II                                                               | 8      |       |   |   |   |    |    |     | 2017–2025            | 1      | 0      | 3    |
| III                                                                                                   | Divizia C / Liga III                                                              | 6      |       |   |   |   |    |    |     | 2011–2017            | 1      | 0      | 1    |
| IV | {{{liga}}}                                                                        | 4+     |       |   |   |   |    |    |     | 19??–1970, 2008–2011 | 2      | 1      | 1    |
| | Puchar Rumunii                                                                    | 14+    |       |   |   |   |    |    |     | od 2008              |        |        | 1/16 |
| Rumunia                                                                                               | Bilans występów klubu w rozgrywkach piłkarskich Rumunii (Stan na 31 maja 2025 r.) |        |       |   |   |   |    |    |     |                      |        |        |      |

## Piłkarze, trenerzy, prezydenci i właściciele klubu

### Piłkarze

#### Aktualny skład zespołu
Stan na 1 lipca 2025.
| Nr | Poz. | Piłkarz                   |
| -- | ---- | ------------------------- |
| 1  | BR   | George Gavrilaș (kapitan) |
| 2  | OB   | Cosmin Achim              |
| 4  | OB   | George Caramalău          |
| 5  | PO   | Damià Sabater             |
| 6  | PO   | Bruno Carvalho            |
| 7  | PO   | Laurențiu Liș             |
| 8  | PO   | Răzvan Milea              |
| 9  | NA   | Stefan Višić              |
| 11 | NA   | Dragoș Huiban             |
| 12 | OB   | Júnior Morais             |
| 13 | OB   | Andrei Sava               |
| 14 | PO   | Alexandru Gheorghe        |

| Nr | Poz. | Piłkarz                                    |
| -- | ---- | ------------------------------------------ |
| 15 | PO   | Alexandru Irimia (wyp. z Dinamo Bukareszt) |
| 16 | PO   | Raoul Banu                                 |
| 18 | OB   | Christ Kouadio                             |
| 20 | PO   | Desley Ubbink                              |
| 21 | OB   | David Irimia (wyp. z Dinamo Bukareszt)     |
| 22 | PO   | Robert Neacșu                              |
| 23 | OB   | Gabriel Dumitru                            |
| 24 | PO   | Yassine Zakir                              |
| 29 | PO   | Adrian Sârbu                               |
| 34 | BR   | Cristian Nedelcovici                       |
|    | OB   | Aboubacar Camara (wyp. z FC U Craiova)     |

### Trenerzy
...
- 1958–1962:  Francisc Fabian

...
- 1964–1965:  Colea Vâlcov

...
- 2015–2016:  Sorin Colceag
- 2016–2017:  Bogdan Vintilă
- 2018:  Bogdan Andone
- 2019:  László Balint
- 2019–2020:  Marius Măldărășanu
- 2020–2021:  Gabriel Manu
- 2021–2022:  Nicolae Grigore
- 2022:  Eugen Trică (p.o.)
- 2022–2023:  Eusebiu Tudor
- 2023–2025:  Ianis Zicu
- od 14.06.2025:  Mihai Teja

## Struktura klubu

### Stadion
Drużyna rozgrywa swoje mecze domowe w Bukareszcie na stadionie Metaloglobus, który może pomieścić 1000 widzów. 

## Kibice i rywalizacja z innymi klubami

### Derby
- FCSB
- Dinamo Bukareszt
- Rapid Bukareszt
- Daco-Getica Bukareszt
- Progresul Spartac Bukareszt